# Sopwith Tabloid
El Sopwith Tabloid ("Tabloide" en español) fue un biplano deportivo de cabina abierta y uno de los primeros modelos exitosos construidos por la Sopwith Aviation Company. Inicialmente se diseñó como un avión deportivo. Nombrado "Tabloide" por su pequeño tamaño, su desarrollo causó una gran expectativa, ya que logró superar a muchos monoplazas de su época.

## Diseño y desarrollo
El Tabloid original fue volado por primera vez por Harry Hawker el 27 de noviembre de 1913, era un biplano de un solo vano biplaza de asientos lado a lado, algo inusual en esa época. Estaba propulsado por un motor motor rotativo Gnome Lambda de 9 cilindros y 60 kW (80 hp). Harry Hawker probó el Tabloid en Farnborough, alcanzando los 148 km/h mientras llevaba un pasajero. Durante el vuelo le tomó sólo un minuto alcanzar los 370 m (1200 pies).

## Historia operacional
Un ejemplar en configuración hidro fue el utilizado por Howard Pixton, con el que ganó la edición de 1914 del Trofeo Schneider, celebrada en Mónaco.
Este modelo tenía potencial militar y tres aparatos utilizados por el RNAS a principios de la Primera Guerra Mundial se emplearon para atacar objetivos alemanes. Tras un primer intento fallido, dos aparatos del Eastchurch Squadron, basados en Amberes y pilotados por el comandante de escuadrón Spenser Grey y el teniente de vuelo Reginald Marix, fueron enviados el 8 de octubre de 1914 a bombardear los hangares de dirigibles en Düsseldorf. Marix alcanzó su objetivo y destruyó el nuevo Zeppelin Z.IX (LZ 25), y Grey bombardeó la estación ferroviaria de Colonia. Variantes monoplaza del Tabloid fueron producidas durante 1914, y 36 de ellos entraron en servicio con el Real Cuerpo Aéreo y con el Real Servicio Aéreo Naval (RNAS), a los que siguieron 160 ejemplares de la versión con flotadores, poco diferentes del avión que había utilizado H. Pixton, que entraron en servicio como Sopwith Schneider.
Los Tabloid fueron retirados del servicio hacia finales de 1915, por la aparición de cazas más grandes y potentes.

## Variantes
Tabloid
Versión original con tren de aterrizaje de ruedas, biplaza, 6 construidos.
Single-seater Tabloid
Versión monoplaza para el RFC y el RNAS, más de 32 construidos.
1914 Schneider Racer
Tabloid monoplaza equipado con flotadores, 1 o 2 construidos.
Schneider
Equipado con flotadores, versión de producción del Schneider Racer para el RNAS, 133 construidos.
Gordon Bennett Racer
Variante con el fuselaje parcialmente carenado de sección circular, empenaje y timón más pequeños, cubierta convencional del motor y soportes en V del tren de aterrizaje sin patines. Velocidad máxima de 169 km/h. Puesto en servicio por el Almirantazgo en el estallido de la guerra con las matrículas 1214 y 1215. Dos construidos.
Lebed VII
Copia sin licencia del diseño, fabricado por Lebed en Rusia como avión de reconocimiento militar.
Lebed VIII
Como el Lebed VII, pero con el tren de aterrizaje revisado.
Yokosuka Pequeño Hidroavión de la Armada Ha-go
Un único hidroavión de caza Sopwith Schneider, operado por la IJN.

## Operadores
Japón
Servicio Aéreo de la Armada Imperial Japonesa
 Reino Unido
- Real Cuerpo Aéreo (RFC)
- Real Servicio Aéreo Nava
- Real Fuerza Aérea

 Rusia
Armada Imperial Rusa

## Especificaciones (Schneider de producción)
Referencia datos: Sopwith – The Man and His Aircraft

### Características generales
- Tripulación: Uno (piloto)
- Longitud: 7 m (22,8 ft)
- Envergadura: 7,8 m (25,7 ft)
- Altura: 3,1 m (10 ft)
- Superficie alar: 22 m² (236,8 ft²)[6]
- Peso vacío: 553 kg (1218,8 lb)
- Peso cargado: 771 kg (1699,3 lb)
- Planta motriz: 1× motor rotativo de 9 cilindros refrigerado por aire Gnome Monosoupape 9 Type B-2.
  - Potencia: 75 kW (103 HP; 102 CV)
- Hélices: Bipala de madera

### Rendimiento
- Velocidad máxima operativa (Vno): 140 km/h (87 MPH; 76 kt)
- Alcance: 820 km (443 nmi; 510 mi)
- Techo de vuelo: 2100 m (6890 ft)
- Tiempo a altitud: 15 min para 2000 m (6500 pies)

### Armamento
- Ametralladoras: 

  - 1x Lewis de 7,7 mm frontal instalada ocasionalmente[7]
- Bombas: 1 de 29 kg o hasta 5 de 9,1 kg[7]

## Aeronaves relacionadas

### Desarrollos relacionados
- Sopwith Baby

### Aeronaves similares
- Avro 511
- Bristol Scout

### Secuencias de designación
- Secuencia Romana (interna de Lebed): VII - VIII - IX - X - XI →